# Reczpol

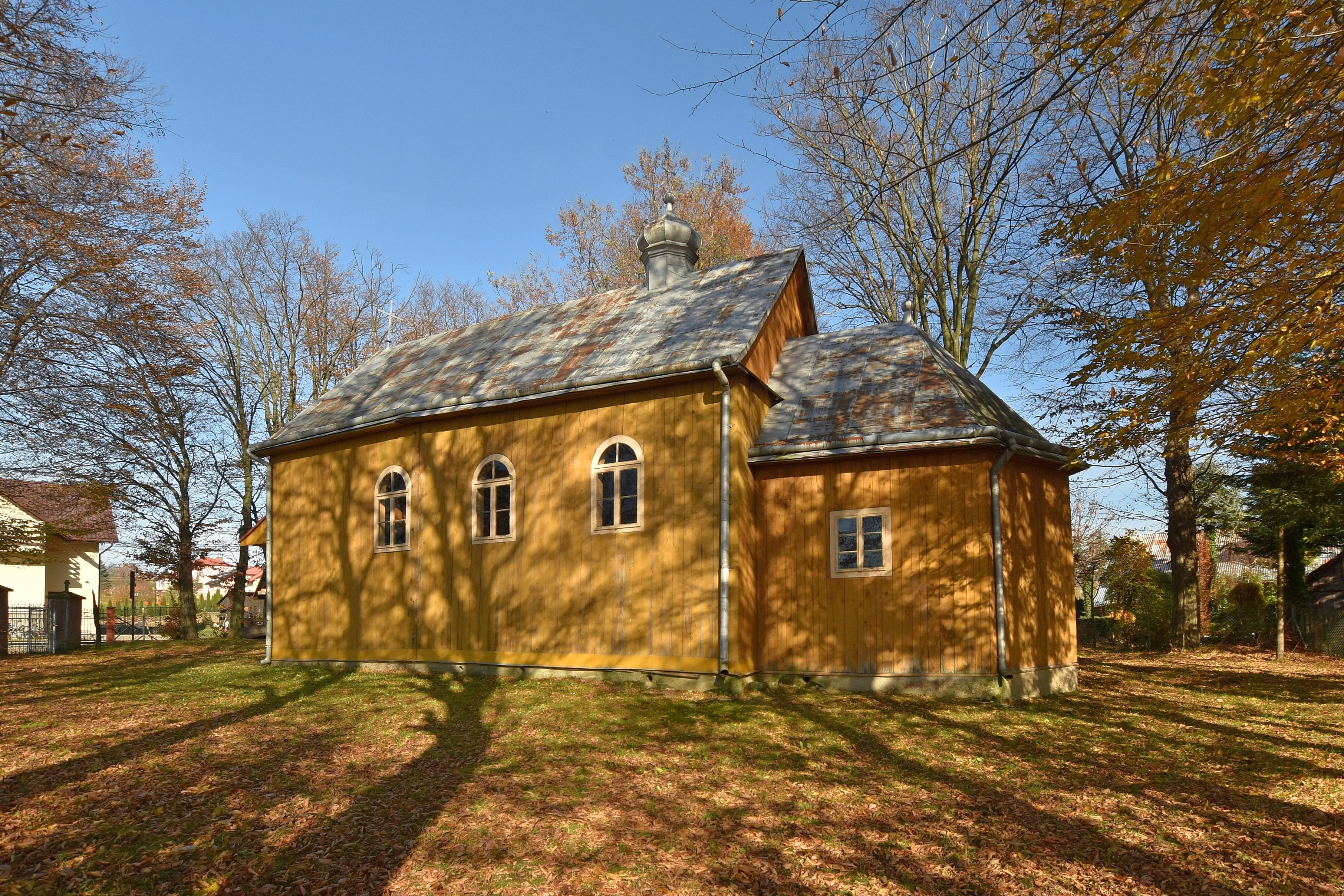
Cerkiew w Reczpolu

Reczpol – wieś w Polsce położona w województwie podkarpackim, w powiecie przemyskim, w gminie Krzywcza. Wieś położona nad rzeką San.
W latach 1975–1998 miejscowość administracyjnie należała do województwa przemyskiego.

## Części wsi
| SIMC    | Nazwa          | Rodzaj     |
| ------- | -------------- | ---------- |
| 0605200 | Działy         | część wsi  |
| 0605217 | Karczma        | część wsi  |
| 0605223 | Łazy           | część wsi  |
| 0605230 | Przedchołowice | przysiółek |

## Historia
Pierwotną nazwę Uhreczpole uproszczono pod koniec XV w. do Hreczpole, a następnie do połowy XVIII w. istniała wersja Reczpole, co uproszczono do pisowni Reczpol. K Szwajca określa, że nazwa miejscowości powstała z wyrażenia „Węgierskie pole”, co miało się wiązać z osadzeniem na ziemi reczpolskiej żołnierzy najemnych pochodzenia węgierskiego.
W zachodniej części miejscowości zwanej „Karczma”, 50 m od drogi w stronę północną, J. Wróbel odnalazł siekierkę krzemienną prawdopodobnie z okresu brązu, która znajduje się w Muzeum Narodowym Ziemi Przemyskiej, a jeszcze bardziej na zachód odkryto kopce nieznanego pochodzenia. Dokładniejszych badań tych terenów w ramach programu archeologicznego Zdjęcia Polski jeszcze nie prowadzono.
Pierwsze wzmianki o Uhreczpolu (Reczpolu) pochodzą z 1437 roku. Miejscowość wtedy należała do Michała Wapowskiego i miała sołtysa, a więc była osadzona na prawie niemieckim.
7 września 1668 roku Mikołaj Henryk Firlej, proboszcz krasiczyński, na prośbę Wasyla Pasławskiego, popa we wsi Reczpol (Hreczpol), wskutek zniszczenia poprzedniego przywileju na popostwo, wydanego przez Marcina Krasickiego, określa na nowo prawa i obowiązki wspomnianego popa.
We wsi znajduje się zabytkowa cerkiew greckokatolicka pw. Opieki NMP, przez długi czas filia parafii greckokatolickiej w Krzywczy, położona we wschodniej części wioski.
Szkoła ludowa powstała w Reczpolu jeszcze w XIX w. W 1900 roku oddano do użytku nowy budynek dla potrzeb szkoły jednoklasowej, który postawiono z funduszów Towarzystwa Szkoły Ludowej.
W czasie I wojny światowej, gdy trwało oblężenie twierdzy Przemyśl, w Reczpolu stacjonowały wojska rosyjskie, które zajęły do swego użytku najlepsze gospodarstwa, jak również szkołę. W północno-zachodniej stronie wsi, na wzgórzach umieścili artylerię, po polach porobili okopy i rowy strzeleckie. We wsi przebywało ponad tysiąc żołnierzy. Oprócz tego w Reczpolu znalazła schronienie ludność z kilku wsi spod Przemyśla, leżących w rejonie fortecznym. Żołnierze rekwirowali żywność, a warunki życiowe i sanitarne były bardzo ciężkie. Z tego powodu wybuchły epidemie tyfusu, cholery i czerwonki. Było wiele przypadków śmiertelnych.
13 maja 1915 roku Reczpol został oswobodzony od nieprzyjaciela. Było to święto Wniebowstąpienia Pańskiego.
W II Rzeczypospolitej wieś w powiecie przemyskim w województwie lwowskim.
W najgorszym stanie pozostał budynek szkoły, który zajmowali żołnierze rosyjscy. Dewastacja budynku była niesamowita. 11 kwietnia 1921 roku rozpoczęto budowę nowej szkoły, którą po roku oddaniu do użytku. W październiku 1924 szkołę w Reczpolu przekształcono z jednoklasowej na dwuklasową, a 14 listopada 1930 roku otworzono świetlicę szkolną, gdzie dzieci mogły spędzać wolny czas na zabawach i grach towarzyskich jak również na dodatkowej nauce pod okiem nauczycielki. Przy świetlicy prężnie działał Związek Strzelecki. W 1936 roku odbył się w Przemyślu Kongres Eucharystyczny, w którym brały udział dzieci i nauczycielstwo z reczpolskiej szkoły. Na tę uroczystość udano się furmankami. Na pamiątkę Kongresu za fundusze kilku gospodarzy wybudowano przy drodze kapliczkę, gdzie umieszczono obraz Serca Pana Jezusa. Drugi obraz znajdował się w szkole. W 1938 roku Reczpol liczył 720 mieszkańców wsi.
W latach 1944–1945 nacjonaliści ukraińscy z OUN-UPA zamordowali tutaj 9 Polaków, paląc część gospodarstw.
Podczas II wojny światowej w miejscowości stacjonowały wojska niemieckie. Z tego okresu pochodzi budynek strażnicy granicznej (San był granicą pomiędzy Rosją Sowiecką a Niemcami do 21 lipca 1941 r.) użytkowany jako szkoła do lutego 2006 r. W latach 70. zbudowano w pobliżu tego budynku dom nauczyciela. W lutym 2006 r. oddano do użytku nową szkołę.
Obok nowej szkoły znajduje się świetlica wiejska, która po II wojnie światowej spełniała funkcję spichlerza.
Przy drodze do Przemyśla utworzono rezerwat przyrody Brzoza Czarna o powierzchni 2,60 ha, należący do Parku Krajobrazowego Pogórza Przemyskiego. Objęto tu ochroną naturalne stanowisko brzozy czarnej. Drzewo to występuje w rozproszeniu w środkowej i południowej Polsce. O rezerwacie informuje tablica umieszczona blisko drogi.
Integralne części Reczpola noszą nazwy: Karczma, Za rzeką, Pod dębem, Błoto, Łąki, Hańcowy Łaz, Równie, Kijów, Działy, Jamburówka i Centrum (RC).
W lipcu 2008 roku wójtem Gminy Krzywcza został mieszkaniec Reczpola - Witold Szpytman. Natomiast Starostą Przemyskim II kadencji był Stanisław Bajda, również mieszkaniec wsi, a obecnie Członek Zarządu Województwa Podkarpackiego.
W drugiej połowie 2009 znacznie poprawiono stan dróg gminnych. Został wylany nowy asfalt, poszerzono jezdnie, pogłębiono rowy oraz utwardzono pobocza.
W grudniu 2009 teren kościoła, oddanego do użytku we wrześniu 2006r., został całkowicie ogrodzony. Zmodernizowano również świetlicę wiejską, w której mieści się także biblioteka. Wymieniono m.in. rynny spadowe i pokrycie dachu oraz zburzono altanę ściśle przylegającą do budynku. Ponadto została odmalowana zewnętrzna część elewacji budynku.
28 czerwca 2010 roku oddano do użytku nowy odcinek drogi asfaltowej o długości 389 metrów od Centrum (skrzyżowanie dróg obok nowego Kościoła) w kierunku na Karczmę. 5 listopada 2010 roku oddano do użytku drogę asfaltową przez Karczmę.
28 sierpnia 2011 roku w Reczpolu, na terenie Publicznej Szkoły Podstawowej, odbyły się Dożynki Powiatu Przemyskiego.